# SM UC-13
Le SM UC-13 (ou Unterseeboot UC-13) est un sous-marin allemand (U-Boot) de type UC I mouilleur de mines utilisé par la Kaiserliche Marine pendant la Première Guerre mondiale.

## Conception
Sous-marin allemand de type UC I, le SM UC-13 a un déplacement de 168 tonnes en surface et de 183 tonnes en immersion. Il avait une longueur totale de 33,99 m, une largeur de 3,15 m, et un tirant d'eau de 3,04 m. Le sous-marin était propulsé par un moteur diesel Daimler-Motoren-Gesellschaft à six cylindres et quatre temps, produisant 90 chevaux-vapeur (66 kW), un moteur électrique produisant 175 chevaux-vapeur (129 kW) et un arbre d'hélice. Il était capable de fonctionner à une profondeur de 50 mètres.
Le sous-marin avait une vitesse maximale en surface de 6,20 nœuds (11,48 km/h) et une vitesse maximale en immersion de 5,22 nœuds (9,67 km/h). Lorsqu'il est immergé, il peut parcourir 50 milles marins (93 km) à 4 nœuds (7,4 km/h) ; lorsqu'il fait surface, il peut parcourir 780 milles marins (1 440 km) à 5 nœuds (9,3 km/h). Le SM UC-13 était équipé de six tubes de mines de 100 centimètres, douze mines UC 120 et une mitrailleuse de 8 millimètres. Son équipage était composé de quatorze à dix-neuf membres.
Le SM UC-13 a été commandé le 23 novembre 1914 comme le treizième d'une série de 15 navires de type UC I (numéro de projet 35a, attribué par l'Inspection des navires sous-marins), dans le cadre du programme de guerre d'expansion de la flotte. Les cinq derniers navires de ce type, dont l'UC-13, ont été construits dans le chantier naval A.G. Weser à Brême. Le chantier naval a estimé la durée de construction du navire à 5-6 mois.

## Affectations
- U-Flottille Konstantinopel du 15 mai 1915 au 29 novembre 1916

## Commandement
- Oberleutnant zur See (Oblt.) Johannes Kirchner du 15 mai 1915 au 29 novembre 1916

## Patrouilles
Le SM UC-13 a réalisé 3 patrouilles pendant son service actif.

## Navires coulés
Les mines posées, ainsi que l'utilisation de son canon, a permis au SM UC-13 de couler 3 navires marchands pour un total de 344 tonneaux et d'endommager 1 navire marchand de 1 280 tonneaux au cours des 3 patrouilles qu'il effectua.
| Date             | Nom          | Nationalité            | Tonnage | Destin    |
| ---------------- | ------------ | ---------------------- | ------- | --------- |
| 26 août 1915     | Sahina Noria | Royaume d'Italie       | 37      | Coulé     |
| 22 novembre 1915 | Ukraina      | Empire russe           | 150     | Coulé     |
| 22 novembre 1915 | Rostov       | Marine impériale russe | 1 280   | Endommagé |
| 23 novembre 1915 | Marusja Raja | Empire russe           | 200     | Coulé     |

## Destin
Le 15 juillet 1915, le sous-marin est transporté par rail jusqu'à la base austro-hongroise de Pola sur l'Adriatique où il a été remonté,. Le SM UC-13 est nominalement incorporé à la Marine austro-hongroise (kaiserliche und königliche Kriegsmarine ou K.u.K. Kriegsmarine) sous le nom de SM U-25, mais l'équipage est resté allemand. Puis le navire est envoyé en Turquie, et pendant le voyage il construit un champ de mines près de l'île égéenne d'Orak à l'est de Bodrum) où un petit voilier italien "Sahina Noria" est coulé le 26 août,. Le 6 septembre, le navire atteint Constantinople et est intégré à l'escadron local de U-Boot,.
Après la guerre du côté des pays du centre de la Bulgarie, l'UC-13 est le premier navire allemand à entrer dans le port de Varna dans la mer Noire, où une base sous-marine est bientôt établie. Au tournant des mois d'octobre et de novembre, le sous-marin reçoit un armement d'artillerie sous la forme d'un canon de calibre 57 mm. Le 15 novembre, le navire quitte Varna avec pour mission de détruire les communications maritimes russes dans la région de Sotchi. Le 22 novembre, deux navires russes sont coulés au moyen d'un canon : la goélette à trois mâts "Ukraina".  et le voilier motorisé "Marusia-Raja". Le bateau à vapeur "Rostow" construit en 1867 a eu plus de chance, qui est endommagé par des balles, s'est échoué près de Tuapse (plus tard, le vapeur se libère du haut-fond et est réparé).
Au cours de son retour de mission, le UC-13 entre dans le port turc de Zonguldak le 26 novembre. Plus tard, il rencontre une forte tempête et dans la matinée du 29 novembre 1915, il s'échoue à 10 milles nautiques au sud-est de l'île de Kefken à la position géographique de 41° 09′ N, 30° 30′ E. Un message sur l'événement est envoyé par l'équipage par radio et deux canonnières turques se mettent en route pour aider le navire emprisonné: le Yozgat et le Taşköprü, mais le 10 décembre, près de l'île de Kefken, les deux navires sont interceptés par les destroyers russes Dierzkiy, Gniewnyy et Biespokojnyy et détruits par leurs tirs d'artillerie. L'équipage de l'UC-13 ainsi que le matériel plus précieux sont évacués par le remorqueur Paris et la coque du navire allemand a finalement été détruite par les tirs d'artillerie des destroyers russes le 11 janvier 1916 par le Szczastnyj et le Pronzitielnyy, et le 27 janvier par le Gromkiy et le Pollen.